# Леонтович, Михаил Александрович
Михаи́л Алекса́ндрович Леонто́вич (22 февраля (7 марта) 1903, Санкт-Петербург — 30 марта 1981, Москва) — советский физик. Доктор физико-математических наук, профессор. Академик АН СССР. Специалист по физике плазмы, радиофизике. Лауреат Ленинской премии и золотой медали имени А. С. Попова.

## Биография

### Ранние годы

Семейное фото, 1910 год. Мать Михаила Вера Викторовна, его сестра Евгения и он сам.

Родился в Санкт-Петербурге в семье физиолога, преподавателя Киевского императорского университета, будущего действительного члена Академии наук УССР Александра Васильевича Леонтовича (1869—1943) и окулиста Веры Викторовны Кирпичёвой (?—1919). Сёстры — Евгения Александровна Леонтович-Андронова, Вера Александровна Леонтович.
Провёл детство в доме деда, механика Виктора Львовича Кирпичёва (1845—1913). В 1913 году вместе с семьёй переехал в Москву, где поступил в первый класс гимназии, его отец стал профессором физиологии животных в Московском сельскохозяйственном институте, мать — врачом в госпитале, в 1917 году — врачом в детском санатории.
Михаил рано заинтересовался естественными науками. В 1918 году стал слушателем Городского университета имени А. Л. Шанявского, где познакомился с физиками Т. К. Молодым и Э. В. Шпольским. Вероятно, именно под их влиянием в 1919 году поступил на физико-математический факультет Московского университета, который окончил в 1923 году.

### Начало научной деятельности
В 1920 году по приглашению Т. К. Молодого поступил на работу в Институт биологической физики, в котором в то время под руководством П. П. Лазарева работали С. И. Вавилов, Э. В. Шпольский.
В 1925 году вместе с А. А. Андроновым, А. А. Виттом и С. Э. Хайкиным вошёл в число первых аспирантов Л. И. Мандельштама, под руководством которого написал ряд работ в различных областях физики — общей теории относительности, теории колебаний, оптике и квантовой механике.
В 1928 году вместе с Л. И. Мандельштамом написал пионерскую работу по изучению туннельного эффекта. Основной его интерес, тем не менее, был сосредоточен на молекулярной оптике — проводившихся в МГУ, а затем в ФИАНе экспериментам по рассеянию света в жидкости. Он принял участие в создании классической теории комбинационного рассеяния света в кристаллах.
В том же году закончил аспирантуру и остался работать в НИИ физики МГУ, стал доцентом, затем профессором физического факультета МГУ. В 1934 году стал старшим научным сотрудником Лаборатории колебаний ФИАН под руководством Н. Д. Папалекси.
В 1935 году стал доктором физико-математических наук без защиты диссертации, в связи с чем руководитель теоретического отдела ФИАНа И. Е. Тамм охарактеризовал его следующим образом: «Михаил Александрович Леонтович принадлежит к числу выдающихся физиков-теоретиков. Отличаясь чрезвычайной ясностью ума и критической глубиной физической мысли, редкой и всесторонней эрудицией и владея в совершенстве математическим аппаратом, он вместе с тем является редким примером физика, сочетающего в себе теоретика и экспериментатора — наряду с теоретическими ему принадлежит и ряд экспериментальных работ. Ряд его работ относится к таким разнородным областям, как теория колебаний, квантовая теория, теория относительности. Но наибольшее значение имеют его работы по оптике и статистической физике <…> В этой области им достигнуты очень важные результаты, ставящие его в ряд наиболее крупных специалистов по статистической физике».
В 1941 году вместе с Физическим институтом АН СССР (как и другими научными учреждениями) эвакуировался в Казань.
В 1942 году перевёлся в теоретическую лабораторию по разработке радионавигационной системы наведения для слепого бомбометания, являвшуюся частью радиолокационного института — НИИ-108, в котором был назначен руководителем теоретической группы и выполнил важные теоретические работы в области радиофизики. В том же году, после возвращения из Казани в Москву, вошёл в группу физиков МГУ, ведущих разработку методов радиолокации, созданную в октябре 1941 года и возглавляемую профессором С. Э. Хайкиным.
В лаборатории колебаний сформулировал приближенные граничные условия для электромагнитного поля на поверхности хорошо проводящих тел, которые дали возможность решить большой класс научных задач и быстро вошли в радиофизику и радиотехнику.
В 1944 году опубликовал ряд крупных исследований, среди которых — работа по общей теории тонких проволочных антенн (вместе с М. Л. Левиным), а также фундаментальный труд о распространении радиоволн вдоль поверхности Земли. Также предложил идею о включении флуктуационных сторонних ЭДС в уравнения электродинамики. Этот цикл работ стал основой советской теоретической школы радиофизики.
В том же году по предложению, изложенному в письме четырёх академиков, был кандидатом на пост заведующего кафедрой теоретической физики физического факультета МГУ.

### Послевоенное время
В 1945 году, после окончания Великой Отечественной войны, вернулся на работу в ФИАН и на первых послевоенных выборах избрался действительным членом Академии наук СССР. До 1946 года продолжал читать курс лекций в МГУ, в 1946—1954 годах работал в МИФИ, в 1949 года стал заведующим кафедрой теоретической физики. В 1947 году, после смерти Н. Д. Папалекси, занял его место на посту руководителя лаборатории колебаний. В 1947—1950 годах возглавляет редакцию физики в Издательстве иностранной литературы.
В 1951 году по предложению И. Е. Тамма стал заведовать теоретическими исследованиями по управляемому термоядерному синтезу в Институте атомной энергии. Его работы были посвящены расчету электродинамических сил, возникающих при смещении токового канала относительно проводящего кожуха, стабилизирующему действию на разряд сильного продольного магнитного поля, динамике пинчевого разряда.
В 1955 году подписал «Письмо трёхсот», в 1966 году — письмо 25-ти деятелей культуры и науки генеральному секретарю ЦК КПСС Л. И. Брежневу против реабилитации Сталина.

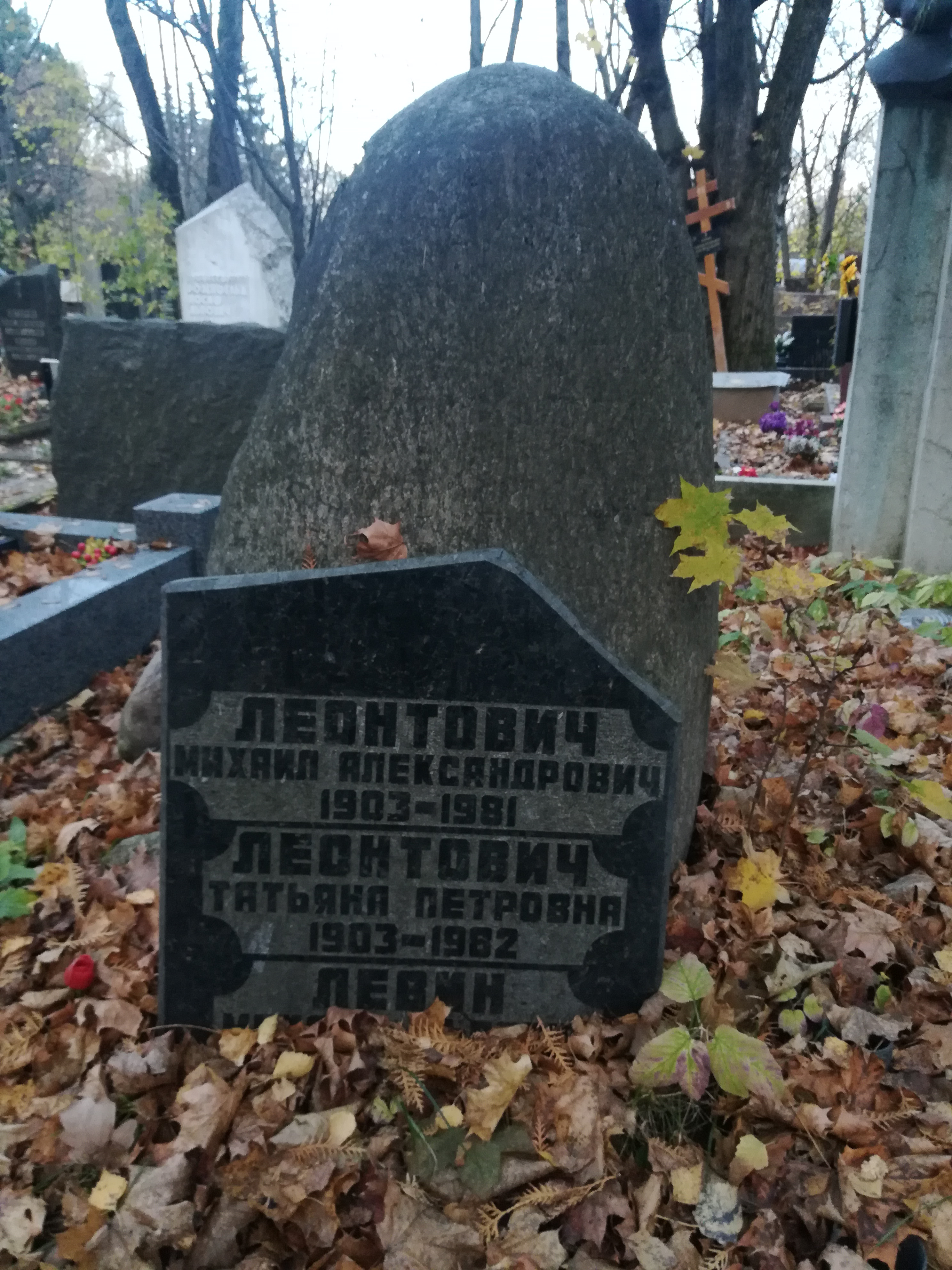
Могила М. А. Леонтовича.

В 1954—1971 годах снова работал в МГУ, в 1964 году стал заведующим кафедрой квантовой теории. Под руководством Леонтовича была создана теория равновесия, магнитогидродинамических и многочисленных кинетических неустойчивостей плазмы, находящейся в магнитном поле, теория классических и аномальных турбулентных процессов в плазме, теория атомных процессов и излучения в высокотемпературной плазме, его теоретическая школа стала лидером в теории высокотемпературной плазмы.
30 марта 1981 года скончался. Похоронен на Кунцевском кладбище в Москве.

## Личная жизнь
- Жена — Татьяна Петровна Леонтович (при рождении Свешникова, 1903—1982), инженер-строитель.
  - Сын — Александр Михайлович Леонтович (1928—2016), доктор физико-математических наук, участник разработки и запуска первого советского лазера[7].
  - Дочь — Наталья Михайловна Леонтович (род. 1934), математик[8]. Зять — Михаил Львович Левин (1921—1992), физик-теоретик.
  - Сын — Андрей Михайлович Леонтович (род. 1941), физик.
  - Дочь — Вера Михайловна Леонтович (род. 1946) — доцент кафедры высшей математики МИФИ (1976—2011 гг.)

## Основные работы
- Статистическая физика. — Москва: 16-я тип. треста «Полиграфкнига», 1944.
- Введение в термодинамику. — Ленинград: Гостехиздат, 1951.
- Избранные труды. Теоретическая физика. — Москва: Наука, 1985. — 430 с.

## Награды и премии
- орден Ленина (1953)
- орден Ленина (1954).
- орден Ленина (1963)
- орден Трудового Красного Знамени (10.06.1945)
- орден Трудового Красного Знамени (1953)
- орден Трудового Красного Знамени (1956)
- орден Трудового Красного Знамени.
- орден Трудового Красного Знамени.
- Ленинская премия (1958).
- Золотая медаль имени А. С. Попова РАН (1952).